# Ruta de los Penitentes
La Ruta de los Penitentes es una actividad cultural y deportiva de carácter anual para motoristas cuya primera edición se celebró el 2 de septiembre de 2006. Su concepto está basado en una macro ruta turística internacional no competitiva de entre 600 y 800 km, entre 13 y 30 puertos de montaña y más de 5000 curvas que se realiza en un solo día por las carreteras del pirineo español y francés en un recorrido bucle con salida y llegada en Panticosa (Huesca). En las 6 primeras ediciones la salida y llegada se realizaba desde Zaragoza, España, en su séptima edición se realizó desde Huesca, España, posteriormente entre los años 2013 a 2019 en el Conjunto de Interés Turístico Nacional de los Baños de Panticosa (Huesca, España), salvo en 2015 que se celebró en Sabiñánigo (Huesca) y en 2018 y 2019 en que Panticosa compartió sede con Boltaña (Huesca). De 2020 a 2024 ha tomado su salida en la localidad de Arguis (Huesca, España). En 2025 regresó a los Baños de Panticosa donde por el momento mantiene estable su sede.
La prueba perteneció de 2015 a 2017 al calendario del Campeonato Mundial de Mototurismo de la Federación Internacional de Motociclismo, celebrándose bajo la supervisión de la Real Federación Motociclista Española y de la Federación Aragonesa de Motociclismo.
En su edición 2025 regresó a este calendario bajo la calificación de prueba especial "FIM Endurance Touring", según la categoría 3.3 de Federación Internacional de Motociclismo, siendo una de las tres únicas pruebas del mundo de este tipo, la más exigente de ellas y la única que se celebra en España, regresando además a su sede tradicional en Baños de Panticosa (Huesca).

## Datos
La Ruta de los Penitentes es la primera ruta turística de orientación con libro de ruta de tipo "rally" que se celebró en España, con un formato original, único y novedoso desconocido hasta entonces. Durante casi una década fue una prueba totalmente única a nivel europeo.lo que le granjeó un sólido prestigio.
Está considerada la prueba mototurista más dura de España, con duras ediciones cuyo índice de abandonos ha superado el 50% del total de participantes que tomaron la salida.
Se realiza una vez al año en el puente de mayo, siendo cada año el recorrido diferente y desconocido por los participantes.
Su componente aventurero y su concepto nuevo inédito en Europa han situado a esta actividad en la cima de la popularidad, solo comparable a Pingüinos o a los Grandes Premios de MotoGP. De este modo la Ruta de los Penitentes suele agotar sus plazas en menos de una hora, llegando a completar sus plazas en tan sólo tres minutos (datos edición 2010), lo que la convierte en la cita de referencia del mototurismo español.
La organización de la actividad corre a cuenta del Moto Club Monrepós, entidad nacional con sede central en Arguis (Huesca). miembro de la Real Federación Motociclista Española que a su vez también organiza, entre otras, la Reunión Motorista más antigua de España, denominada Reunión Invernal de Arguis que se celebra ininterrumpidamente desde 1974.
El recorrido de la prueba transita habitualmente por carreteras muy estrechas, extremadamente sinuosas, con escasa o nula señalización que en múltiples ocasiones cuentan con un pavimento gravemente erosionado o incluso inexistente propio de los rigores de la montaña.  Se une a ello que estas vías suelen transitar por zonas poco pobladas y fuera de los circuitos turísticos habituales, atravesando zonas de alta montaña con un clima extremadamente variable y no siempre benévolo. Todo ello en conjunto confiere a la prueba una gran dificultad técnica, unida a unos paisajes de enorme belleza que le otorgan un componente turístico de muy alto nivel.
Los participantes veteranos cuentan con otra reunión que se celebra en septiembre denominada "Puertos Míticos" que siguiendo el concepto original de Penitentes discurre por el recorrido de las dos primeras ediciones, atravesando conocidas cimas como el Tourmalet, el Aspin, el Soulor y el Aubisque, además del infernal Puerto de Serrablo.
Los años de la pandemia de Covid de 2020 y por motivo de las restricciones la actividad se realizó en formato más reducido y bajo estricta invitación. La XVII edición se celebró el 1 de octubre de 2022, la XVIII edición el 29 de abril de 2023 y la XIX el 28 de septiembre de 2024. La Ruta de los Penitentes celebrará su 20 aniversario los días 1,2 y 3 de mayo de 2025.

## Maratón motorizada
La Ruta de los Penitentes ha sido denominada por algunos medios de prensa como Maratón motorizada, ya que el único fin es completar todo el recorrido propuesto por la organización sin utilizar atajos, calculando los repostajes y orientándose mediante un Roadbook.
Para comprobar que los participantes siguen estrictamente el recorrido, los organizadores establecen controles de paso en zonas estratégicas. Cada participante lleva un carné de control donde aparecen en cuadrícula los controles de salida y llegada, los 6 controles estáticos y los dos controles sorpresa. Cada cuadrícula debe sellarse en el control correspondiente. Desde 2015 se ha sustituido el sistema de carnet de control por un transponder GPS que además de verificar la integridad del recorrido y el paso por los controles permite avisos de emergencia, tanto automáticos en caso de colisión, como solicitados por el participante.
A su llegada a meta, el participante que justifica el paso por todos los controles recibe un diploma por haber completado con éxito el recorrido.

## Actos Paralelos
El día previo a la realización del recorrido los participantes de la Ruta de los Penitentes realizaban un multitudinario desfile a través de toda las principales calles de la ciudad de Zaragoza, con final en la Plaza del Pilar, siendo retransmitido en directo para televisión   En 2012, con el traslado del evento a la ciudad de Huesca, el desfile finalizó en la Plaza de la Catedral, donde se realizó una sencilla ofrenda floral al Santo Cristo en memoria de los motoristas fallecidos con presencia del Obispo de Huesca, que bendijo a los participantes. Estos actos tienen un importante seguimiento mediático.
En el año 2012, la Asociación de Cafés y Bares de Huesca realizó una muestra de tapas y pinchos a precios reducidos para los participantes.

## Popularidad
La Ruta de los Penitentes ha contribuido notablemente a popularizar los puertos de montaña de la provincia de Huesca y de los Pirineos franceses como destino turístico para motoristas, habiéndose notado un gran incremento del tránsito de motoristas españoles por dichos puertos desde el año 2006. En la zona española, Ruta de los Penitentes ha llevado a la fama a puertos de montaña como el Monrepós o el Cotefablo, siendo especialmente notable la gran difusión del Puerto de Serrablo, y ha centrado su atención en los valles más desfavorecidos por el turismo y con peores accesos, como por ejemplo los Valles de Guarguera, Nocito y Garona, así como zonas de gran belleza como el Cañón de Añisclo o del Fôret Communale d'Issaux, además de otros recónditos lugares de la geografía pirenaica.
Esta ruta, también, ha sido inicio y estandarte de una corriente de renovación del mototurismo español donde se ha desechado el clásico concepto de las concentraciones para la realización de actividades donde el protagonismo lo asume la conducción de motocicletas, aunando la práctica deportiva con el turismo. Durante sus primeros 9 años de existencia la actividad permaneció como única en su formato en todo el calendario nacional, disfrutando de un amplio auge y prestigio,con el valor añadido de ser organizada por un club deportivo para los aficionados y sin apoyos institucionales ni sponsors destacables, ya que la organización siempre apostó por no mercantilizar la prueba y mantenerse independiente, incluso rechazando importantes ofertas para vender la marca.  
Desde la 9ª edición numerosas empresas vieron un filón en el formato de "Ruta de los Penitentes" y crearon eventos resultando ser copias exactas del formato de Penitentes, incluso utilizando deslealmente material gráfico y textos originales de "Penitentes". 
En la actualidad son decenas las copias exactas de Penitentes que se celebran por toda la geografía española, pero la "Ruta de los Penitentes" permanece en el imaginario colectivo inmersa en un aura mítica, por ser la prueba pionera y la creadora del formato, así como la más audaz en sus planteamientos, la más dura y difícil en su recorrido, y por la independencia y defensa de la libertad de sus organizadores, lo que tiempo atrás les generó no pocos problemas 
Por la proliferación de eventos que aprovechan el formato de Penitentes, éste es el más popular actualmente en el mototurismo español, llegándose en algunos momentos a un caso claro de Saturación de mercado

## Iconografía de la Ruta
Los años transcurridos han dado lugar a un variado registro de personajes, anécdotas y mitos que han ido forjándose a lo largo de las diversas ediciones de los cuales destacan por su importancia los siguientes:

### François y su Renault 4L
En realidad François no representa a ninguna persona en particular, sino que es la representación idealizada y caricaturizada de los típicos granjeros o pastores Bearneses, aunque la organización de la ruta y los participantes siempre se refieren a François como si fuese una persona real de carne y hueso y personalizan en él todo el amplio rosario de anécdotas ocurridas con el paisanaje local del Bearn. 
François es un personaje legendario que aparece a toda velocidad en sentido contrario en las curvas ciegas de los estrechos caminos de las montañas francesas, sin prever que puedan aproximarse motocicletas en sentido contrario y por tanto provocando sustos a los participantes. Muchas veces lleva restos de estiércol de vaca en las ruedas, salpicando involuntariamente a los participantes. Se sabe que tiene por costumbre conducir un viejo Renault 4L, aunque en otras ocasiones elige una Citroën C15, un tractor, un Renault Dauphine o una Renault Estafette  Lleva barba, tiene las mejillas sonrosadas y viste siempre la clásica boina bearnesa. En la edición de 2022 se llegó a la conclusión de que tenía una hija llamada Françoise, y que ésta era la joven que circulaba a toda velocidad en una destartalada Citroën C15 acortando curvas por el Circo de Litor y adelantando a los participantes en la carretera D-918 que conecta el Col de Soulor con el Col d'Aubisque. También se sabe que François realiza la trashumancia con su rebaño de ovejas y que tiene por costumbre saludar con una sonrisa y levantando la mano a los participantes de la Ruta de los Penitentes con la exclamación "Bienvenue mes amis motards Pénitents" y que es habitual que se detenga para compartir trozos de queso o vasos de vino con los participantes que se encuentran descansando en los márgenes de la carretera.

### Los Niños de Lourdes
Se llaman Niños de Lourdes a aquellos participantes que se pierden durante el recorrido e incapaces de encontrar el camino correcto, acaban llegando a la meta durante la madrugada o incluso al día siguiente. Se han dado casos de participantes que han tenido que pernoctar por el camino. El mito de los Niños de Lourdes tiene su origen en la edición de 2007 donde un grupo de participantes estuvo durante horas dando vueltas en torno a la ciudad de Lourdes, Francia, para después apartarse más de 200 km del recorrido de la ruta, superados por diversas dificultades y bajo la lluvia, el frío y la noche, llegando a la meta bien entrada la madrugada y siendo vitoreados por el resto de participantes que les esperaban.

### El caso del Puerto de Serrablo
El Puerto de Serrablo atraviesa una de las zonas más despobladas del pirineo aragonés, donde los escasos habitantes no tienen acceso a la luz eléctrica ni a la telefonía. Este hecho provocaba que la zona quedase al margen de los destinos turísticos pirenaicos.
Tras la inclusión de este paso de montaña en la edición de 2008 y ya en las sucesivas, el puerto de Serrablo se ganó los apodos de el gran coloso o La Gran Serpiente de asfalto, muy por encima de los grandes puertos franceses, debido a la extrema exigencia del trazado de este puerto de montaña. La difusión por internet de este hecho fue muy notable y a día de hoy el Serrablo está considerado el puerto más duro de España a la hora de transitar en moto.

### ElCañón de Añisclo
Fue Ruta de los Penitentes quien por primera vez dio a conocer este tramo de carretera para el público motorista, tras incluido por primera vez en la IV edición correspondiente al año 2009 y luego en otras 5 ediciones, convirtiéndose en uno de los tramos estrella del evento. En la edición de 2009 este lugar, perteneciente al Parque Nacional de Ordesa y Monte Perdido era un total desconocido para el motociclismo nacional y nunca había sido atravesado por ningún evento motorista organizado. En 2009 la mayoría de la ascensión (ahora parte de la HU-631) de enlace entre el Cañón de Añisclo y el puerto de Fanlo incluyendo parte del descenso a Sarvisé consistía en un camino forestal de tierra de más de 20 kilómetros en muy mal estado, por lo que a pesar de algunas críticas hacia la organización por incluirlo en el recorrido debido a su gran complejidad técnica, por lo general se alabó de forma unánime la audacia de los organizadores en dar a conocer este magnífico lugar de la geografía pirenaica. Este tramo sería asfaltado finalmente poco tiempo después.
El Cañón de Añisclo, 15 años después de ser incluido por primera vez en "Ruta de los Penitentes" y con ello descubierto por el público motorista fue galardonado con el Premio al Mejor Rincón para el Mototurismo en los Premios Nacionales de Mototurismo de 2024 

## Sedes por año de edición
2006 - 2008: Zaragoza (Pub Indalo, antigua sede Moto Club Monrepós)
2009 - 2011: Zaragoza (Hotel Diagonal Plaza)
2012: Huesca
2013 - 2014: Baños de Panticosa (Huesca)
2015: Sabiñánigo (Huesca)
2016 - 2017: Baños de Panticosa (Huesca)
2018 - 2019: Boltaña / Baños de Panticosa
2020 - 2024: Arguis (Huesca)
2025: Baños de Panticosa
2026: Baños de Panticosa (Previsto)

## Recorridos por año
2006: Zaragoza - Alto de las Canteras - Huesca - Pto. de Monrepós - Pto. de Cotefablo - Llanos de Planduviar - Puerto de Bielsa - Col d'Aspin - Col du Tourmalet - Col de Soulor - Col d'Aubisque - Col du Pourtalet - Puerto de Monrepós - Alto de las Canteras - Zaragoza
2007: Zaragoza - Alto de las Canteras - Huesca - Pto. de Monrepós - Pto. de Cotefablo - LLanos de Planduviar - Puerto de Bielsa - Col d'Aspin - Col de Soulor - Col de Spandelles - Col du Pourtalet - Puerto de Monrepós - Alto de las Canteras - Zaragoza
2008: Zaragoza - Alto de las Canteras - Huesca - Pto. de Monrepós -Pto. de Cotefablo - Llanos de Planduviar - Puerto de Bielsa - Col d'Azet - Col de Peyresourde - Col du Portillón - Puerto de Viella - Coll de Espina - Coll de Fadas - Congosto de Ventamillo - Puerto de Foradada - Puerto de Serrablo - Puerto de Monrepós - Alto de las Canteras - Zaragoza
2009: Zaragoza - Alto de las Canteras - Huesca - Pto. de Monrepós - Pto. de Serrablo -  Cañón de Añisclo - Pto. de Fanlo - Pto. de Cotefablo - Pto. del Portalet - Col de Marie Blanque - Col de Bouezou - Col de Labays -  Col de Soudet -  Col de la Pierre de St. Martin - Portillo de Eraice - Pto. de Zuriza - Pto. de Oroel - Alto de Valpalmas - Zaragoza.
2010: Zaragoza - Alto de Valpalmas - Puerto de Santa Bárbara - Hecho - Puerto de Ansó - Puerto de Matamachos - Portillo de Eraice - Puerto de Belagua - Col de Soudet - Col de Lie - Col de Ichere - Col du Somport - Canfranc - Col de Marie Blanque - Plateau de Benou - Col du Pourtalet - Puerto de Cotefablo - Puerto de Serrablo - Puerto de Monrepós - Arguis - Alto de las Canteras - Huesca.
2011: Zaragoza - Alto de Valpalmas - Puerto de Monrepós - Puerto de Serrablo - Puerto de Foradada de Toscar -  Congosto de Ventamillo - Coll de Fadas - Coll de Espina - Puerto de Viella - Puerto del Portillón - Col de Peyresourde - Col d'Aspin - Col de Lingous - Col de Soulor - Col d'Aubisque - Col du Pourtalet - Puerto de Monrepós - Arguis - Alto de las Canteras - Zaragoza
2012: Huesca - Graus - Monasterio de Obarra - Alto de Bonansa - Puerto de Viu - Cruz de Perves - Collado de Faidella - Collado de Boixols - Puigcerdá - Col de Puymorens - Col de Port - Col des Caugnous - Col de Portet - Col du Portet d'Aspet - Col de Menté - Puerto del Portillón - Col de Peyresourde - Col d'Azet - Puerto de Bielsa - Ainsa - Puerto de Serrablo - Puerto de Monrepós - Huesca
2013: Baños de Panticosa - Puerto del Portalet - Louvie Juzon - Asson - Col de Soulor - Col de Lingous - Col de Saoucède - Col d'Aspin - Grezian - Col d'Azet - Col de Peyresourde - Col du Pourtillon - Puerto de la Bonaigua - Lago de San Mauricio - Puerto de la Cruz de Perves - Puerto de Viu - Boi Taüll (Pla d'Ermita) - Coll de Espina - Coll de Fadas - Congosto de Ventamillo - Graus - Alto de San Roque - Puerto del Pino - Ainsa - Cañón de Añisclo - Puerto de Fanlo - Puerto de Cotefablo - Garganta de Escalar - Baños de Panticosa
2014: Baños de Panticosa - Jaca - Foz de Binies - Ansó - Puerto de Zuriza - Alto de Laza - Ochagavía - Alto de Remendía - Fábrica de Orbaiceta - Puerto de Azpegui - Col de Orgambide - Col de Azqueta - Col de Irau - Col de Sourzay - Col Heguichouri - Col de Bagargui - Col de Soudet - Col de Labays - Col de Ichère - Col de Marie Blanque - Pau - Circuit de Pau -  Col de Soulor  - Col de Saoucède - Col de la Hourquette d'Ancizan - Col de Azet - Col de Aragnouet-Bielsa - Puerto de Fanlo - Puerto de Cotefablo - Puerto de Hoz de Jaca - Baños de Panticosa. 
2015: Sabiñánigo - Puerto de Monrepós - Arguis - Puerto de Lasaosa - Puerto de Serrablo - Ainsa - Cañón de Añisclo - Puerto de Fanlo - Puerto de Cotefablo - Puerto de Hoz de Jaca - Puerto del Portalet - Col de Marie Blanque - Col de Ichère - Col de Labays - Col de Soudet - Col de Suscousse - Col de Lataillade - Col de Ibarburia - Col de Inharpu - Col de Egurcé - Col de Haltza - Col de Burdinkuruztzeta - Col de Sourzay - Col de Irau - Col de Asqueta - Col de Orgambide - Puerto de Azpegui - Alto de Iso - Puerto de las Coronas - Puerto de Zuriza - Puerto de Ansó - Puerto de Jasa - Puerto de Aisa - Puerto de Santa Bárbara - Puerto de Navasa - Sabiñánigo Alto.